# Bruno Blanchet
Bruno Blanchet född 1760, död 1822, var tillförordnad president i Haiti, 27 januari-10 mars 1807.